# Evolvulus glaziovii
Evolvulus glaziovii är en vindeväxtart som beskrevs av Damm. Evolvulus glaziovii ingår i släktet Evolvulus och familjen vindeväxter. Inga underarter finns listade i Catalogue of Life.